# フェリペ・メギオラーロ・アウヴェス
フェリペ・メギオラーロ・アウヴェス（ポルトガル語: Phelipe Megiolaro Alves、1999年2月8日 - ）は、ブラジル・サンパウロ州カンピーナス出身のプロサッカー選手。Jリーグ・横浜FC所属。ポジションはゴールキーパー（GK）。元ブラジル代表。

## クラブ歴
カンピーナスに生まれ、地元のカンピーナスFCの下部組織からAAポンチ・プレッタの下部組織を経て、2013年にグレミオFBPAの下部組織に移った。2018年12月5日に2020年末まで契約を更新した。2019年初めにトップチームに昇格、パウロ・ヴィクトル、ジュリオ・セザールに次ぐ第3ゴールキーパーの序列であったが、10月19日の試合で前者をコパ・リベルタドーレス2019準決勝に向けて温存し、後者は負傷離脱中といった状況であったため、カンピオナート・ブラジレイロ・セリエA初出場となったが敗北した。
2023年2月15日、Jリーグ・ヴィッセル神戸へ完全移籍で加入することが発表された。しかし、日本代表前川黛也の壁は高く、公式戦の出場はルヴァンカップ戦2試合にとどまった。
2024年1月6日、横浜FCへ完全移籍で加入することが発表された。同シーズンは市川暉記、永井堅梧に次ぐ第3GKにとどまったため公式戦の出場は無かったが、翌2025シーズンは永井の移籍に伴い第2GKに昇格。市川が欠場したJ1リーグ第4節・サンフレッチェ広島戦で加入後初出場を果たした。

## 個人成績
| 国内大会個人成績 | 国内大会個人成績 | 国内大会個人成績 | 国内大会個人成績 | 国内大会個人成績 | 国内大会個人成績 | 国内大会個人成績 | 国内大会個人成績 | 国内大会個人成績 | 国内大会個人成績 | 国内大会個人成績 | 国内大会個人成績 |
| 年度             | クラブ           | 背番号           | リーグ           | リーグ戦         | リーグ戦         | リーグ杯         | リーグ杯         | オープン杯       | オープン杯       | 期間通算         | 期間通算         |
| 年度             | クラブ           | 背番号           | リーグ           | 出場             | 得点             | 出場             | 得点             | 出場             | 得点             | 出場             | 得点             |
| ブラジル         | ブラジル         | ブラジル         | ブラジル         | リーグ戦         | リーグ戦         | ブラジル杯       | ブラジル杯       | オープン杯       | オープン杯       | 期間通算         | 期間通算         |
| ---------------- | ---------------- | ---------------- | ---------------- | ---------------- | ---------------- | ---------------- | ---------------- | ---------------- | ---------------- | ---------------- | ---------------- |
| 2019             | グレミオ         | -                | セリエA          | 2                | 0                | 0                | 0                | -                | -                | 2                | 0                |
| アメリカ         | アメリカ         | アメリカ         | アメリカ         | リーグ戦         | リーグ戦         | リーグ杯         | リーグ杯         | USオープン杯     | USオープン杯     | 期間通算         | 期間通算         |
| 2020             | ダラス           | -                | MLS              | 11               | 0                | 0                | 0                | -                | -                | 11               | 0                |
| 2021             | ダラス           | -                | MLS              | 1                | 0                | 0                | 0                | -                | -                | 1                | 0                |
| ブラジル         | ブラジル         | ブラジル         | ブラジル         | リーグ戦         | リーグ戦         | ブラジル杯       | ブラジル杯       | オープン杯       | オープン杯       | 期間通算         | 期間通算         |
| 2022             | グレミオ         | -                | セリエA          | 0                | 0                | 0                | 0                | -                | -                | 0                | 0                |
| 日本             | 日本             | 日本             | 日本             | リーグ戦         | リーグ戦         | リーグ杯         | リーグ杯         | 天皇杯           | 天皇杯           | 期間通算         | 期間通算         |
| 2023             | 神戸             | 40               | J1               | 0                | 0                | 2                | 0                | 0                | 0                | 2                | 0                |
| 2024             | 横浜FC           | 42               | J2               | 0                | 0                | 0                | 0                | 0                | 0                | 0                | 0                |
| 2025             | 横浜FC           | 1                | J1               |                  |                  |                  |                  |                  |                  |                  |                  |
| 通算             | ブラジル         | ブラジル         | セリエA          | 1                | 0                | 0                | 0                | -                | -                | 1                | 0                |
| 通算             | アメリカ         | アメリカ         | MLS              | 12               | 0                | 0                | 0                | -                | -                | 12               | 0                |
| 通算             | 日本             | 日本             | J1               | 0                | 0                | 2                | 0                | 0                | 0                | 2                | 0                |
| 通算             | 日本             | 日本             | J2               | 0                | 0                | 0                | 0                | 0                | 0                | 0                | 0                |
| 総通算           | 総通算           | 総通算           | 総通算           | 13               | 0                | 2                | 0                | 0                | 0                | 15               | 0                |

出場歴
- Jリーグ初出場 - 2025年3月2日 J1第4節 サンフレッチェ広島戦 (エディオンピースウイング広島)

## 代表歴
U-18代表から招集されている。U-20代表としては第45回トゥーロン国際大会、2019 南米ユース選手権に参加している。
A代表としては2018年9月21日にチッチ監督からサウジアラビア代表、アルゼンチン代表戦のメンバーとして招集されたものの、出場機会は無かった。

## タイトル

### クラブ
ヴィッセル神戸
- J1リーグ：1回（2023年）